# Rouge (film, 1987)
Pour les articles homonymes, voir Rouge (homonymie).
Ne doit pas être confondu avec Trois Couleurs : Rouge.
Pour plus de détails, voir Fiche technique et Distribution.
Rouge (胭脂扣, Yim ji kau) est un film hongkongais réalisé par Stanley Kwan, sorti en 1987.
C'est l'adaptation du roman du même nom de Lilian Lee.

## Synopsis
A Hong Kong en 1934, la courtisane Fleur rencontre Chan Chen-pang, fils de bonne famille. Ils entament une relation mais la famille du jeune homme s'y oppose et souhaite qu'il se marie avec une autre femme, Shu-hsien.
A Hong Kong en 1987, le journaliste Yuen et sa compagne Chor font la rencontre du fantôme de Fleur qui recherche l'amour de sa vie dans cette ville qui a beaucoup changé en 53 ans.

## Fiche technique
Sauf indication contraire, les informations mentionnées dans cette section peuvent être confirmées par la base de données cinématographiques IMDb,  présente dans la section « Liens externes ».
- Titre : Rouge
- Titre original : 胭脂扣 (Yin ji kau) [en mandarin yān zhī kòu (huán) qui signifie : fermoir de fard rouge]
- Réalisation : Stanley Kwan
- Scénario : Kong-Kin Yau et Lilian Lee, d'après un roman de Lilian Lee
- Production : Jackie Chan et Leonard Ho
- Musique : Siu-Tin Lai (zh)
- Photographie : Bill Wong
- Montage : Peter Cheung
- Décors : Horace Ma
- Costumes : Fung-Lan Wan
- Sociétés de production : Golden Harvest et Golden Way Films Ltd.
- Société de distribution : Golden Harvest (Hong Kong)
- Pays d'origine :  Hong Kong
- Langue originale : cantonais
- Format : couleurs - 1,78:1 - 35 mm - mono
- Genre : drame, romance
- Durée : 96 minutes
- Dates de sortie :
  - Hong Kong : 7 janvier 1988
  - France : 6 décembre 1989

## Distribution
- Anita Mui : Fleur
- Leslie Cheung : Chan Chen-pang
- Alex Man (zh) : Yuen
- Emily Chu (zh) : Ah Chor
- Sin Hung Tam : la mère de Chen-pang
- Chu Shui-tong : le père de Chen-pang
- Irene Wan : Shu-hsien, la fiancé de Chen-pang
- Wong Yue : Ho Hsi
- Liu Chia-yung : le réalisateur
- Kara Hui : l'actrice jouant le fantôme

## Autour du film
- Yin ji kau, titre de la chanson qui a remporté le prix, est interprétée par Anita Mui, déjà élue quatre fois meilleure actrice dans différents festivals, et qui a également remporté deux autres prix de la meilleure chanson, en 1992 pour The Twin Bracelets et en 1994 pour The Heroic Trio.

## Distinctions

### Récompenses
- Festival des 3 Continents 1988 : Montgolfière d'or
- Golden Horse Film Festival 1988 : Prix de la meilleure actrice (Anita Mui)
- Festival du film Asie-Pacifique 1989 : meilleure actrice (Anita Mui)
- Hong Kong Film Awards 1989 : meilleur film, meilleur réalisation, meilleure actrice (Anita Mui), meilleur montage (Peter Cheung), meilleure musique et meilleure chanson

### Nominations
- Hong Kong Film Awards 1989 : meilleur acteur (Leslie Cheung), meilleur scénario, meilleure photographie (Bill Wong) et meilleure direction artistique
- Independent Spirit Awards 1990 : meilleur film étranger